# Canale Grande (Fernsehsendung)
Canale Grande war ein von 1993 bis 1994 wöchentlich ausgestrahltes Medienmagazin des Fernsehsenders VOX mit Dieter Moor, das in 66 Folgen hinter die Kulissen der Presse und des Fernsehens blickte. Das Markenzeichen der Sendung war die Ansprache an die Zuschauer mit „Liebe Zielgruppe!“.
Die Show war „eine der ersten – und langfristig auch einzigen – Sendungen“, mit denen der damals noch junge Sender Aufsehen erregen konnte. Kritiker lobten die Sendung und ihren Moderator, der in die Schlagzeilen geriet, als er sich in einer Sendung kurz vor Schluss vor der Kamera auszog. Er wollte beweisen, dass nichts passiert, wenn ein Mensch sich vor der Kamera auszieht, und nahm damit Stellung zu einer Diskussion über zunehmende Freizügigkeit zugunsten der Quote im deutschen Fernsehen.
Nach der Umgestaltung des Senders wurde das Konzept in ähnlicher Form unter dem Namen „studio/moor“ bei Premiere weitergeführt. Spätere Medienmagazine waren Parlazzo und Zapp.

## Auszeichnungen
- 1993: Goldener Gong
- 1994: Goldenes Kabel
- 1994: Telestar für Moderator Dieter Moor
- 1994: Nominierung für den Adolf-Grimme-Preis